# Dwars door de Westhoek
A Dwars door de Westhoek é uma corrida ciclista feminina belga.

Criou-se em 2009 na categoria 1.1 (máxima categoria do profissionalismo para corridas de um dia femininas). Desenvolve-se pelos arredores de Boezinge sobre um percurso de 125 km.

## Palmarés
| Ano  | Vencedor              | Segundo            | Terceiro                  |           |
| ---- | --------------------- | ------------------ | ------------------------- | --------- |
| 2007 | Emma Johansson        | Suzie Godart       | Sylvia Debboudt           |           |
| 2008 | Lizzie Armitstead     | Veerle Ingels      | Mascha Pijnenborg         |           |
| 2009 | Liesbet De Vocht      | Lensy Debboudt     | Sofie De Vuyst            |           |
| 2010 | Liesbet De Vocht      | Petra Dijkman      | Suzanne de Goede          |           |
| 2011 | Grace Verbeke         | Janneke Ensing     | Martine Bras              |           |
| 2012 | Kim de Baat           | Laura van der Kamp | Martina Zwick             |           |
| 2013 | Jolien D'Hoore        | Martine Bras       | Pauline Ferrand-Prévot    |           |
| 2014 | Anna van der Breggen  | Jolien D'Hoore     | Lucy van der Haar         |           |
| 2015 | Élise Delzenne        | Jolien D'Hoore     | Tiffany Cromwell          |           |
| 2016 | Christine Majerus     | Elena Cecchini     | Emma Johansson            |           |
| 2017 | Valentina Scandolara  | Natalie van Gogh   | Maria Giulia Confalonieri |           |
| 2018 | Nguyễn Thị Thật       | Lorena Wiebes      | Elisa Balsamo             |           |
| 2019 | Elisa Balsamo         | Lorena Wiebes      | Lotte Kopecky             |           |
| 2020 | cancelado             | cancelado          | cancelado                 | cancelado |
| 2021 | Lorena Wiebes         | Jolien D'Hoore     | Barbara Guarischi         |           |
| 2022 | Chiara Consonni       | Sofie Van Rooijen  | Gaia Masetti              |           |
| 2023 | Pfeiffer Georgi       | Léa Curinier       | Charlotte Kool            |           |
| 2024 | Kathrin Schweinberger | Lauretta Hanson    | Lily Williams             |           |
| 2025 |                       |                    |                           |           |

## Palmarés por países
| País          | Vitórias |
| ------------- | -------- |
| Bélgica       | 4        |
| Países Baixos | 2        |
| Itália        | 2        |
| França        | 1        |
| Luxemburgo    | 1        |
| Vietname      | 1        |